# Dorpskerk (Pijnacker)
De dorpskerk van het Nederlandse dorp Pijnacker is een Nederlandse Hervormde Kerk in het oudste (en hoogst gelegen) deel van het dorp. Het kerkgebouw stond oorspronkelijk tegen de toren aan. Toen het kerkgebouw in 1890 werd herbouwd werd het gebouw op 4 meter afstand van de toren gesitueerd vanwege de scheefstand van de toren.

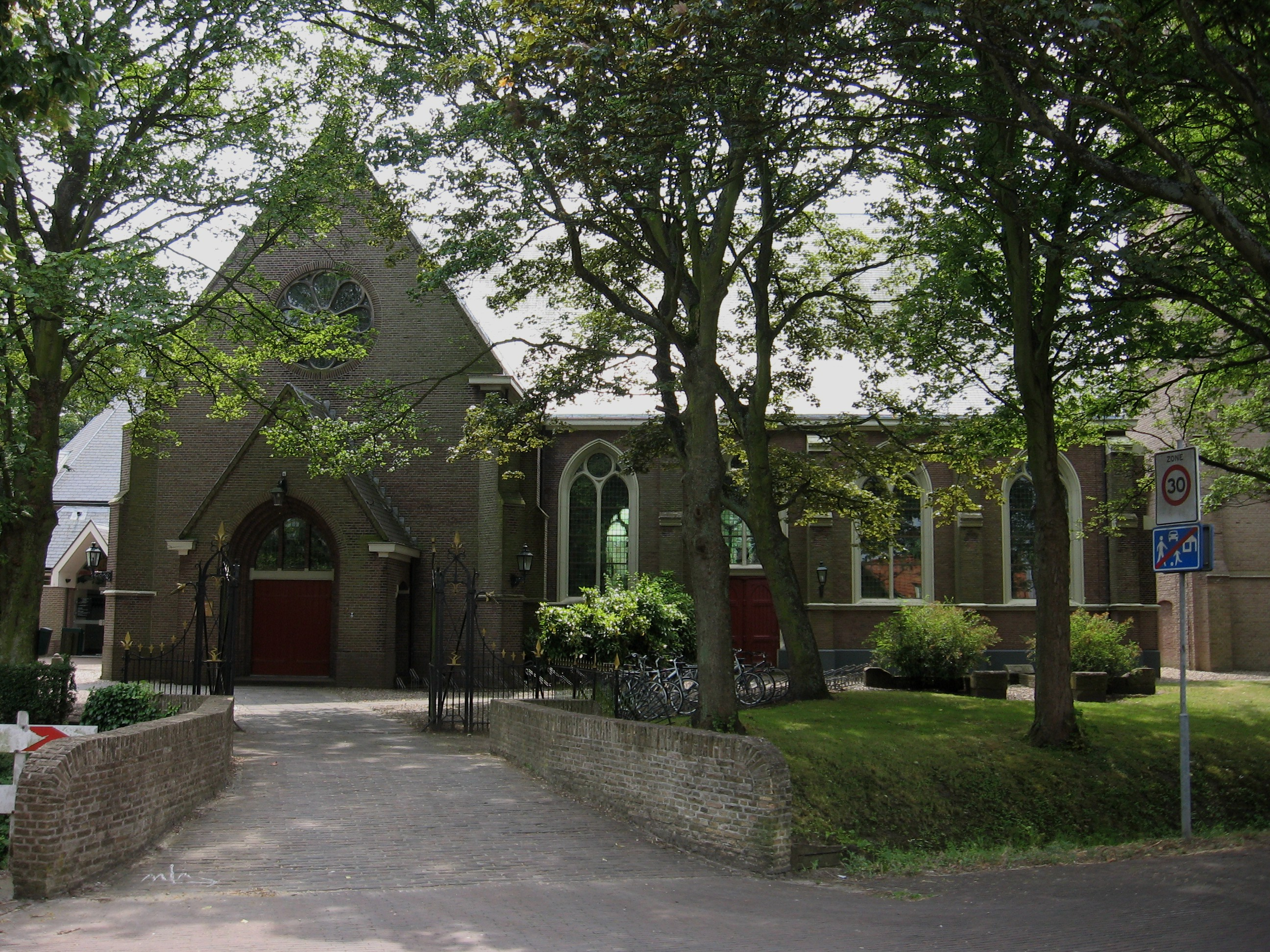
Kerkgebouw

De kerk is een rijksmonument vanwege de bewaard gebleven funderingen van de eerdere kerk op deze locatie, en de zuilen met kapitelen, voorzien van enkele krulkoolbladkransen, alsmede de scheibogen van het schip.

## Toren
De oorspronkelijke toren werd gebouwd rond 1230. In 1939 was de scheefstand van de toren 1,32 meter, gemeten op 25 meter hoogte. In 1940 stortte de toren in. De huidige toren werd herbouwd en op 5 april 2001 officieel geopend. Anno 2010 is de 'Stichting Klank en Beeld' eigenaar van de toren.

## Orgel

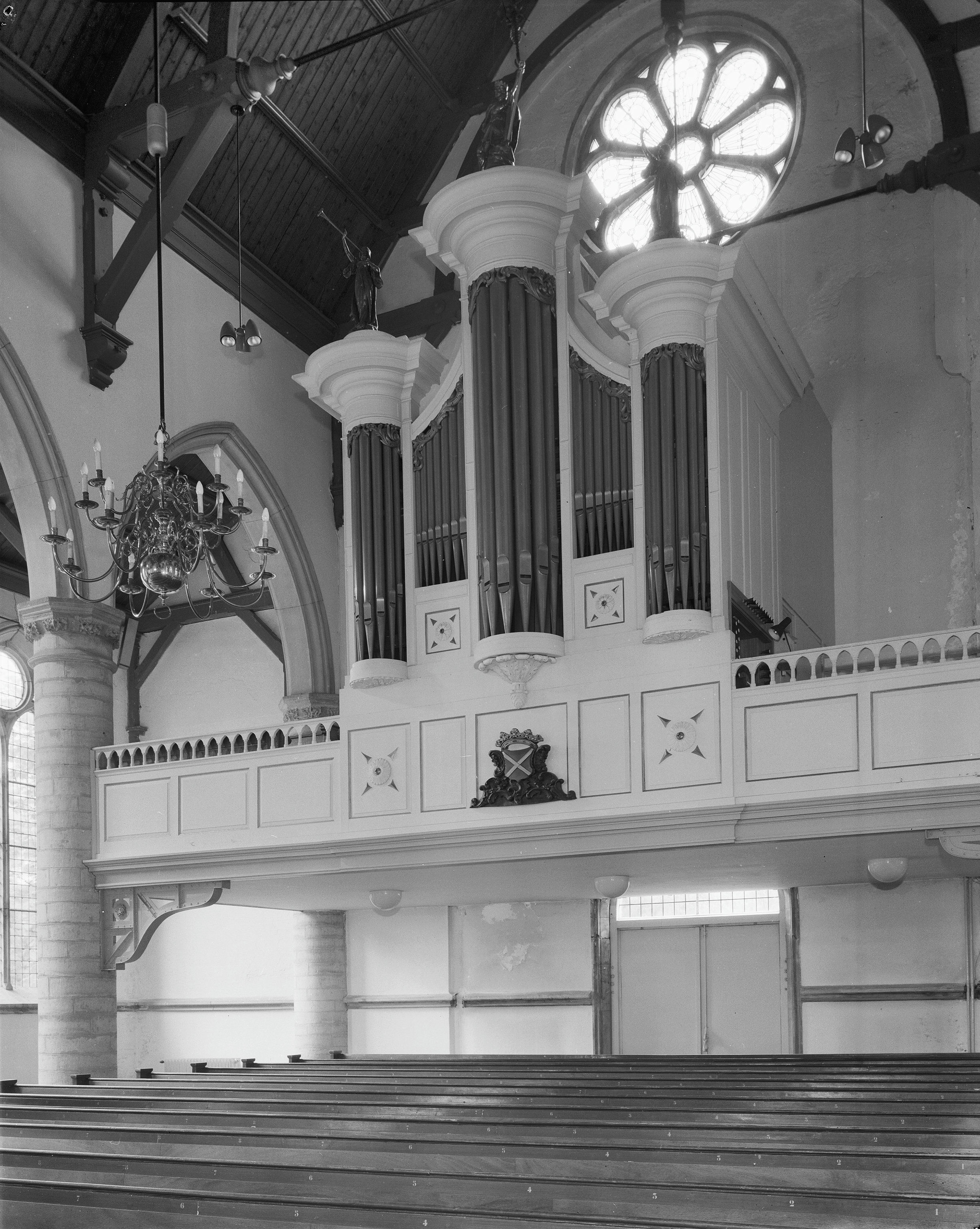

Op 25 oktober 2018 is het geheel gerestaureerde Knipscheer/Kam & Van der Meulen-orgel in gebruikgenomen. Deze werd gerestaureerd door Consultare/Orglarstvo Skrabl. Het orgel in de protestantse Dorpskerk vindt zijn oorsprong in 1830 toen de firma Knipscheer en Zoon te Amsterdam een orgel van 14 stemmen op Hoofdwerk en Bovenwerk plaatste.

### Kam & van der Meulen
Het instrument werd in 1851 omgebouwd door de firma Kam & van der Meulen te Dordrecht. De orgelkas ontleent zijn huidige omvang en aanzien aan deze ombouw. Delen van het Knipscheer-front werden hiervoor hergebruikt; zo werd bij de recente restauratie vastgesteld.
Het orgel werd uitgebreid met een Bourdon 16 en Trompet 8 op het Hoofdwerk. Verder werd de klaviatuur nieuw gemaakt. De 3 balgen van Knipscheer bleven naar alle waarschijnlijkheid gehandhaafd. Het orgel had daarna de volgende dispositie (volgens Hess):
Manuaal: Bourdon 16, Prestant 8, Holpijp 8, Octaaf 4, Fluit 4, Quint 3, Octaaf 2, Mixtuur, Cornet, Echotrompet 8.
Bovenclavier: Holpijp 8, Viola di Gamba, Quintadeen, Open fluit 4, Fluit 2.

### Overplaatsing
In 1893 werd het orgel door de firma Van Oeckelen geplaatst in het huidige kerkgebouw dat in 1892 verrees op de plaats van de oude kerk. Waarschijnlijk werd daarbij een nieuwe windvoorziening aangelegd. Op een later moment werd de Fluit 2 van het Bovenwerk vervangen door een Voix Céleste 8, de Viola di Gamba 8 door een nieuw exemplaar. Ook werd een tremulant toegevoegd en de Echotrompet 8 voorzien van nieuwe zinken bekers. Na de uitbreiding van de kerk met twee zijbeuken, werd het orgel in 1932 van de oostzijde naar zijn huidige positie aan de westzijde verplaatst door de firma Van der Kleij. De bazuinblazende engelen op de zijtorens werden vervangen door andere bazuinblazende figuren. Het orgel werd tevens voorzien van een elektrische windmotor.

### Van der Linden
In 1967 onderging het orgel een ingrijpende ombouw en uitbreiding door Jac. van der Linden te Leiderdorp. Windvoorziening, mechanieken en klaviatuur werden geheel vernieuwd. De windladen werden ingrijpend verbouwd en op nieuw stalen stellingwerk geplaatst. Het orgel kreeg een zelfstandig pedaal (de omvang uitgebreid tot f1) met gebruik van de Bourdon 16 van Kam & Van der Meulen, geplaatst in de verdiepte orgelkas aan de achterzijde. De dispositie werd sterk gewijzigd in neobarokke trant:
* = nieuw
Hoofdwerk: Bourdon 16D, Prestant 8, Holpijp 8, Octaaf 4, Fluit 4, Quint 3, Octaaf 2, Mixtuur II-III, Sesquialter II D *, Trompet 8 *.
Bovenwerk: Holpijp 8, Quintadena 8, Prestant 4 *, Open fluit 4, Gemshoorn 2 *, Quint 1 1/3 *, Dulciaan 8 *, Tremulant.
Pedaal: Subbas 16, Prestant 8 *, Octaaf 4 *.
In 1975 werd het orgel opnieuw door Van der Linden gewijzigd. De Mixtuur werd vervangen door een nieuwe, vijf sterke mixtuur in neobarokke factuur. Het pedaal kreeg een uitbreiding met een fors gemensureerde Bazuin 16 op een tweede, nieuwe pedaallade.

## Begraafplaats
Achter de kerk ligt de begraafplaats Koningshof, die is aangelegd in 1829.